# جرم‌شناسی صوتی
جرم‌شناسی صوتی (انگلیسی: Audio forensics) رشته‌ای از علوم قانونی است که مربوط به تجزیه و تحلیل و ارزیابی ضبط و بازتولید صدا است، که ممکن است به‌عنوان مدرکی قابل قبول در دادگاه یا محل‌های رسمی دیگر ارائه شود.
شواهد جرم‌شناسی صوتی ممکن است از تحقیقات جنایی مجریان قانون، یا به‌عنوان بخشی از تحقیقات رسمی در مورد یک تصادف، کلاهبرداری، افترا، یا هر حادثه مدنی دیگر باشد.
اقدامات اولیه جرم‌شناسی صوتی، اعتباربخشی شواهد صوتی، بهبود صداهای ضبط‌شده برای بهبود درک گفتار و شنیدن صداهای ناواضح، و تفسیر و مستندسازی شواهد صوتی، مانند شناسایی افراد سخن‌گو، رونویسی گفتگو یا صحنه‌های تصادف و جدول زمانیِ و بازسازی جرم است.
جرم‌شناسی صوتی مدرن از پردازش سیگنال دیجیتال استفاده می‌کند و استفاده از فیلترهای آنالوگ اکنون منسوخ شده است. تکنیک‌هایی مانند فیلتر تطبیقی و تبدیل فوریه گسسته به‌طور گسترده‌ای استفاده می‌شود. پیشرفت‌های اخیر در تکنیک‌های جرم‌شناسی صوتی شامل بیومتریک صوتی و تحلیل فرکانس شبکه الکتریکی است.